# Micropsitta geelvinkiana
Micropsitta geelvinkiana là một loài chim trong họ Psittacidae.